# Реактор N
Реактор N (англ. N Reactor) — ядерный реактор с графитовым замедлением, находившийся на территории Хэнфордского комплекса в штате Вашингтон, США.
«Реактор N» стал единственным в своём роде в США и с 1966 года использовался в двух целях одновременно: как электростанция общественной сети электроснабжения штата Вашингтон и как предприятие по производству плутония для создания ядерного оружия.
Реактор работал с 1964 года. С 1971 года прекратил наработку плутония и использовался только для электроснабжения. Был остановлен в декабре 1986 года. В 1994 году был начат демонтаж реактора.